# Creatures
 Creatures  — четвертий альбом голландського гурту Clan of Xymox, випущений німецьким лейблом «Pandaimonium Records», у 1999-му році.
У 2006 році цей альбом був перевидан. Як бонус був доданий трек Reason — бі-сайд з синглу «Consolation».

## Композиції
1. Jasmine And Rose (5:42)
2. Crucified (5:58)
3. Taste Of Medicine (7:48)
4. Undermined (6:04)
5. Consolation (4:56)
6. Waterfront (5:38)
7. Creature (5:03)
8. All I Have (5:35)
9. Falling Down (6:14)
10. Without A Name (4:02)
11. Doubts (5:36)

## Над альбомом працювали
- Оформлення — Mojca
- Мікс та мастеринг — John Rivers
- Інженер, програмування (10) — Адріан Хейтс
- Автор музики та слів — Ronny Moorings